# باشگاه فوتبال گل ریحان البرز در فصل ۹۸–۱۳۹۷
فصل ۹۸–۱۳۹۷ پنجمین فصل گل ریحان البرز است. این تیم در این فصل در لیگ آزادگان حضور دارد. این فصل هفدهمین فصل لیگ آزادگان است.

## بازیکنان
| شماره |       | پست       | بازیکن             |
| ----- | ----- | --------- | ------------------ |
| ۱     | ایران | دروازه‌بان | داوود نوشی صوفیانی |
| ۳     | ایران | مدافع     | پویا سیف‌پناهی      |
| ۴     | ایران | مدافع     | فرید محمدی‌زاده     |
| ۱۰    | ایران | مهاجم     | محمد ابراهیمی      |
| ۱۳    | ایران | هافبک     | شاهین شفیعی        |
| ۱۴    | ایران | مدافع     | سید محسن حسینی     |
|       | ایران | دروازه‌بان | میلاد احمدیان      |
|       | ایران | مدافع     | مرتضی اسدی         |
|       | ایران | مدافع     | مصطفی اکرامی       |
|       | ایران | مدافع     | حامد آقایی         |
|       | ایران | مدافع     | میرهانی هاشمی      |

| شماره |       | پست   | بازیکن         |
| ----- | ----- | ----- | -------------- |
|       | ایران | هافبک | مهدی حسینی     |
|       | ایران | هافبک | علی زینالی     |
|       | ایران | هافبک | امین شجاعیان   |
|       | ایران | هافبک | محمود شفیعی    |
|       | ایران | هافبک | مهرداد رضایی   |
|       | ایران | هافبک | سامان آقازمانی |
|       | ایران | هافبک | مهدی عالیشاه   |
|       | ایران | مهاجم | محمد اوسانی    |
|       | ایران | مهاجم | کیوان امرایی   |
|       | ایران | مهاجم | یاسر فیضی      |

## گلزنان
| بازیکن           | تعداد گل |
| ---------------- | -------- |
| یاسر فیضی        | ۷        |
| مهدی نیایش‌پور    | ۵        |
| محمد ابراهیمی    | ۴        |
| مهرداد رضایی     | ۳        |
| علی زینالی       | ۲        |
| سید محسن حسینی   | ۲        |
| میرهانی هاشمی    | ۲        |
| شاهین شفیعی      | ۱        |
| سهیل فداکار      | ۱        |
| فرید محمدی‌زاده   | ۱        |
| علیرضا ارجمندیان | ۱        |

## رقابت‌ها

### بررسی مسابقات
| رقابت       | اولین بازی   | آخرین بازی    | شروع دور | جایگاه نهایی | آمار | آمار | آمار | آمار | آمار | آمار | آمار | آمار  |
| رقابت       | اولین بازی   | آخرین بازی    | شروع دور | جایگاه نهایی | بازی | ب    | ت    | ش    | گ‌ز   | گ‌خ   | ت‌گ   | % برد |
| ----------- | ------------ | ------------- | -------- | ------------ | ---- | ---- | ---- | ---- | ---- | ---- | ---- | ----- |
| لیگ آزادگان | ۱۱ اوت ۲۰۱۸  | ۳۰ آوریل ۲۰۱۹ | هفته اول | سوم          | ۳۰   | ۱۳   | ۹    | ۸    | ۳۰   | ۱۹   | ۱۱+  | ۰۴۳   |
| دوستانه     | ۶ ژوئیه ۲۰۱۸ | ۱۷ آوریل ۲۰۱۹ |          |              | ۹    | ۸    | ۱    | ۰    | ۲۰   | ۶    | ۱۴+  | ۰۸۹   |
| مجموع       | مجموع        | مجموع         | مجموع    | مجموع        | ۳۹   | ۲۱   | ۱۰   | ۸    | ۵۰   | ۲۵   | ۲۵+  | ۰۵۴   |

آخرین به‌روزرسانی در: ۳۰ آوریل ۲۰۱۹.

منبع: رقابت‌ها

### لیگ آزادگان

#### رتبه در جدول
| رتبه | تیم                | بازی | برد | مساوی | باخت | گل زده | گل خورده | گل تفاضل | امتیاز | صعود یا سقوط                              |
| ---- | ------------------ | ---- | --- | ----- | ---- | ------ | -------- | -------- | ------ | ----------------------------------------- |
| ۱    | گل‌گهر (ق)          | ۳۰   | ۱۵  | ۱۳    | ۲    | ۴۷     | ۲۶       | ۲۱+      | ۵۸     | صعود به لیگ برتر فوتبال ایران ۹۹–۱۳۹۸     |
| ۲    | شاهین بوشهر        | ۳۰   | ۱۴  | ۱۲    | ۴    | ۳۴     | ۱۷       | ۱۷+      | ۵۴     | صعود به لیگ برتر فوتبال ایران ۹۹–۱۳۹۸     |
| ۳    | گل ریحان           | ۳۰   | ۱۳  | ۹     | ۸    | ۳۰     | ۱۹       | ۱۱+      | ۴۸     |                                           |
| ۴    | آلومینیوم اراک     | ۳۰   | ۱۲  | ۱۲    | ۶    | ۲۷     | ۲۳       | ۴+       | ۴۸     |                                           |
| ۵    | مس کرمان           | ۳۰   | ۱۲  | ۱۱    | ۷    | ۳۸     | ۲۲       | ۱۶+      | ۴۷     |                                           |
| ۶    | سرخپوشان           | ۳۰   | ۱۱  | ۱۰    | ۹    | ۴۸     | ۳۸       | ۱۰+      | ۴۳     |                                           |
| ۷    | بادران             | ۳۰   | ۱۱  | ۱۰    | ۹    | ۳۵     | ۳۲       | ۳+       | ۴۳     |                                           |
| ۸    | قشقایی             | ۳۰   | ۱۱  | ۶     | ۱۳   | ۲۸     | ۳۴       | ۶−       | ۳۹     |                                           |
| ۹    | فجر سپاسی          | ۳۰   | ۹   | ۱۱    | ۱۰   | ۲۶     | ۲۴       | ۲+       | ۳۸     |                                           |
| ۱۰   | مس رفسنجان         | ۳۰   | ۹   | ۹     | ۱۲   | ۴۰     | ۴۲       | ۲−       | ۳۶     |                                           |
| ۱۱   | ملوان              | ۳۰   | ۱۰  | ۱۱    | ۹    | ۲۹     | ۲۸       | ۱+       | ۳۵     |                                           |
| ۱۲   | خونه به خونه       | ۳۰   | ۷   | ۱۰    | ۱۳   | ۲۲     | ۳۰       | ۸−       | ۳۱     |                                           |
| ۱۳   | نود ارومیه         | ۳۰   | ۷   | ۱۰    | ۱۳   | ۲۳     | ۴۰       | ۱۷−      | ۳۱     |                                           |
| ۱۴   | شهرداری تبریز      | ۳۰   | ۶   | ۱۰    | ۱۴   | ۲۷     | ۴۵       | ۱۸−      | ۲۸     |                                           |
| ۱۵   | کارون اروند        | ۳۰   | ۶   | ۱۰    | ۱۴   | ۱۷     | ۳۶       | ۱۹−      | ۲۸     |                                           |
| ۱۶   | شهرداری ماهشهر (س) | ۳۰   | ۵   | ۱۰    | ۱۵   | ۱۹     | ۳۴       | ۱۵−      | ۲۵     | سقوط به لیگ دسته دوم فوتبال ایران ۹۹–۱۳۹۸ |

|}

منبع: 
نحوه قرار گرفتن در جدول:1st امتیاز؛ 2nd تفاضل گل؛ 3rd گل زده.
# = رتبه در جدول؛ بازی = تعداد بازی؛ برد = بازیهای برده؛ مساوی = بازیهای مساوی؛ باخت = بازیهای باخته؛ زده = گل زده؛ خورده = گل خورده؛ تفاضل = تفاضل گل؛ امتیاز = امتیاز گرفته؛
(ق) = قهرمان؛ (س) = سقوط کرده؛ (ص) = صعود به رده بالاتر؛ (پ) = رفتن به پلی آف؛ (۱/۴) = رفتن به ۱/۴

#### دست‌آوردها در خانه و بیرون
| مجموع | مجموع  | مجموع | مجموع | مجموع | مجموع | مجموع | مجموع | خانه | خانه | خانه | خانه | خانه | خانه | مهمان | مهمان | مهمان | مهمان | مهمان | مهمان |
| بازی  | امتیاز | پ     | ت     | ش     | گ‌ز    | گ‌خ    | ت‌گ    | پ    | ت    | ش    | گ‌ز   | گ‌خ   | ت‌گ   | پ     | ت     | ش     | گ‌ز    | گ‌خ    | ت‌گ    |
| ----- | ------ | ----- | ----- | ----- | ----- | ----- | ----- | ---- | ---- | ---- | ---- | ---- | ---- | ----- | ----- | ----- | ----- | ----- | ----- |
| ۳۰    | ۴۸     | ۱۳    | ۹     | ۸     | ۳۰    | ۱۹    | ۱۱+   | ۱۰   | ۲    | ۳    | ۲۲   | ۱۰   | ۱۲+  | ۳     | ۷     | ۵     | ۸     | ۹     | −۱    |

آخرین بروزرسانی: ۸ سپتامبر ۲۰۱۸

منبع: سازمان لیگ

پ = پیروزی؛ ت = تساوی؛ ش = شکست؛ گ‌ز = گل زده؛ گ‌خ = گل خورده؛ ت‌گ = تفاضل گل

#### نتایج در هر بازی
| هفته    | ۱ | ۲ | ۳ | ۴ | ۵ | ۶ | ۷ | ۸ | ۹ | ۱۰ | ۱۱ | ۱۲ | ۱۳ | ۱۴ | ۱۵ | ۱۶ | ۱۷ | ۱۸ | ۱۹ | ۲۰ | ۲۱ | ۲۲ | ۲۳ | ۲۴ | ۲۵ | ۲۶ | ۲۷ | ۲۸ | ۲۹ | ۳۰ |
| ------- | - | - | - | - | - | - | - | - | - | -- | -- | -- | -- | -- | -- | -- | -- | -- | -- | -- | -- | -- | -- | -- | -- | -- | -- | -- | -- | -- |
| زمین    | خ | ب | خ | ب |   |   |   |   |   |    |    |    |    |    |    |    |    |    |    |    |    |    |    |    |    |    |    |    |    |    |
| دست‌آورد | پ | پ | پ | ش |   |   |   |   |   |    |    |    |    |    |    |    |    |    |    |    |    |    |    |    |    |    |    |    |    |    |
| جایگاه  | ۶ | ۱ | ۱ | ۳ |   |   |   |   |   |    |    |    |    |    |    |    |    |    |    |    |    |    |    |    |    |    |    |    |    |    |

زمین: ب = بیرون از خانه، خ = داخل خانه. دست‌آورد: پ = پیروزی، ش = شکست، م = مساوی، ع = به تعویق افتاده.